# 7,62 × 39 mm
Die Mittelpatrone 7,62 × 39 mm (häufig auch unter der militärischen Bezeichnung Kurzpatrone M 43 geführt) gehörte als Munition zur Ausrüstung der Roten Armee, der Armeen des Warschauer Pakts und der Volksbefreiungsarmee Chinas. Sie wird bei den Streitkräften vieler Staaten verwendet.

## Ursprünge

Maße der 7,62 × 39 mm

Bereits zu Beginn des 20. Jahrhunderts begann in Russland die Entwicklung von Selbstladegewehren, wie zum Beispiel des Fjodorow-Gewehres. Nach dem Ersten Weltkrieg wurde verfügt, dass alle automatischen Waffen die Armeepatrone 7,62 × 54 mm R zu verwenden hatten, die schon während der Regentschaft des Zaren Nikolaus II eingeführt worden war. Dies brachte zahlreiche konstruktionstechnische Probleme mit sich, denn durch ihren markanten Rand war die Patrone für diesen Zweck ungeeignet. Bis zum Beginn und noch während des Zweiten Weltkrieges versuchten sich viele sowjetische Konstrukteure an der Aufgabe, eine zuverlässige selbstladende Waffe auf der Grundlage der vorgegebenen Munition zu entwickeln. Das beste Resultat dieser Bemühungen war wohl das Selbstladegewehr SWT-40, das aber nicht völlig überzeugen konnte, was zu einem großen Teil auf die Eigenart der Munition zurückzuführen war. Während des Krieges wurde der Armeeführung bewusst, dass die Mosin-Patrone für die üblichen Gefechtsentfernungen überdimensioniert war, jedoch Maschinenpistolen wie die Schpagin PPSch-41 eine zu geringe Reichweite hatten. Den Weg, wie diese Lücke zu füllen war, zeigte eine deutsche Entwicklung: die Kurzpatrone 7,92 × 33 mm, wie sie im Sturmgewehr 44 verwendet wurde.

## Entwicklung

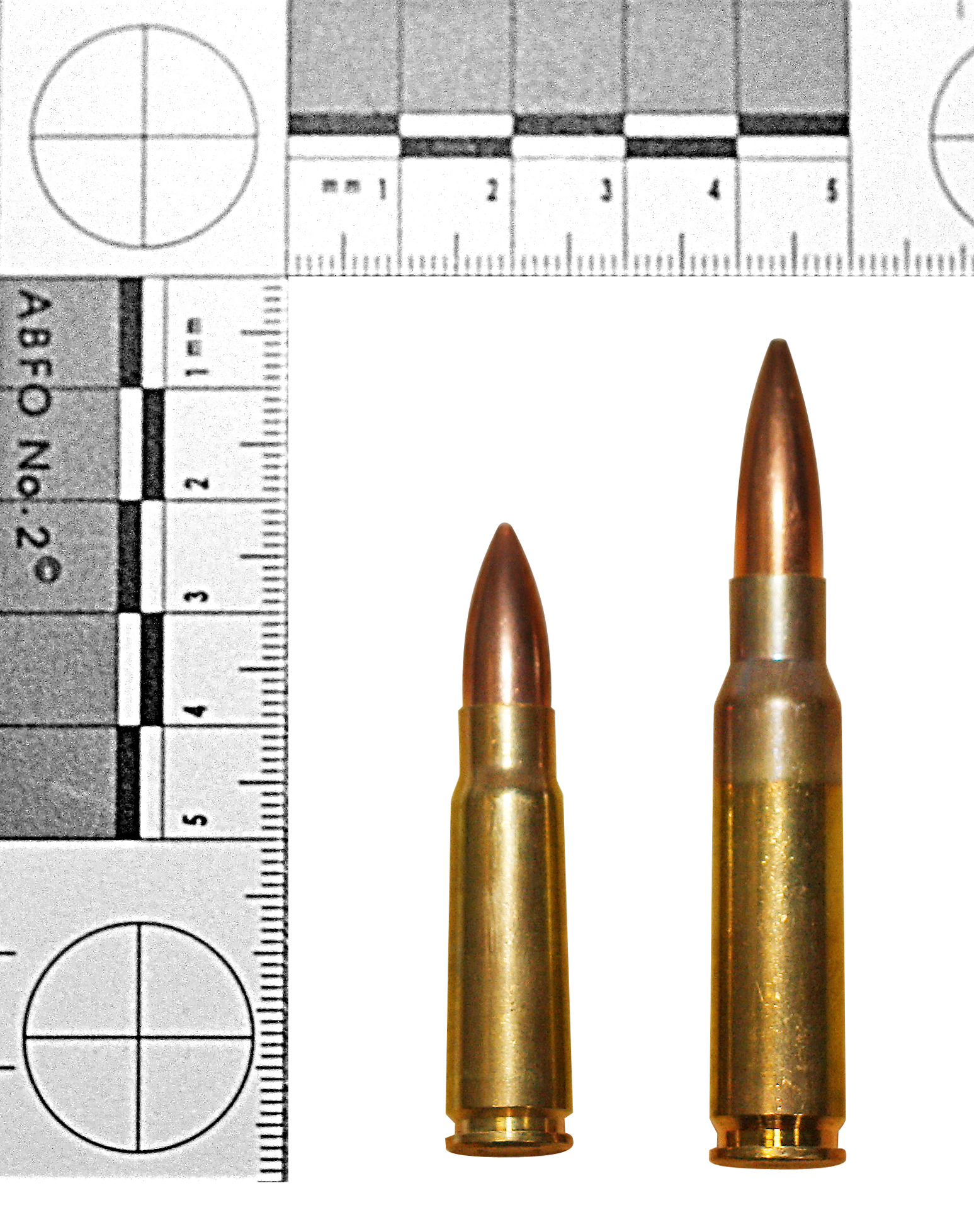
Vergleich zwischen 7,62 × 39 und 7,62 × 51 mm NATO

Schon im Jahr 1943 waren die ersten Exemplare der neuen Patrone M43 fertig, diese besaßen zunächst die Abmessungen 7,62 × 41 mm. Die M43 war randlos (was ihre Verwendung in automatischen Waffen begünstigte) und stark konisch (was das Einführen in die Patronenkammer bzw. das Ausziehen aus der Kammer erleichterte). Die erste Waffe auf Grundlage der neuen M 43 erschien bereits ein Jahr darauf mit dem Selbstladekarabiner SKS-45 des Konstrukteurs Sergej Gawrilowitsch Simonow. Die Patrone wurde daraufhin im Waffenprototyp AK-46 von Michail Timofejewitsch Kalaschnikow verwendet. Aufgrund ballistischer Probleme, wurde zum Jahreswechsel 1947/48 die Patrone M43 überarbeitet und erhielt die finalen Abmessungen 7,62 × 39 mm. Für diese entstand das Sturmgewehr AK-47. Es gibt eine Vielzahl von stärkeren Gewehrpatronen als die M 43 und zweifellos präzisere und weiter reichende Waffen als die AK 47. Was der Kombination aus beiden eine so große Verbreitung verschaffte, war die Art und Weise, wie hierbei mehreren Anforderungen gleichermaßen Rechnung getragen wurde:
- hohe Zuverlässigkeit der AK 47, auch unter widrigen Gefechtsfeldbedingungen
- hohe Feuerrate
- ausreichende Reichweite und Genauigkeit auf mittlere Entfernungen
- Schützen können durch das geringere Gewicht der Patrone eine größere Menge an Munition mitführen
- im Vergleich zu herkömmlichen Infanteriepatronen geringere Schützenbelastung durch geringeren Mündungsknall und Rückstoß